# Shefford Hardwick
Shefford Hardwick var en civil parish 1858–1933 när det uppgick i Shefford i grevskapet Bedfordshire i England. Civil parish var belägen 14 km från Bedford och hade 172 invånare år 1931.